# Fioravante Fioravanti
Fioravante Fioravanti, noto anche come Fieravante Fieravanti (Bologna, 1390 – Bologna, fra il 1430 ed il 1447), è stato un architetto italiano.
Imparò la professione da Giovanni da Siena: fu padre di Aristotile e fratello di Bartolomeo, che diventarono celebri architetti. Tra le opere a cui contribuì si ricordano a Bologna il Palazzo d'Accursio e a Perugia la Cattedrale di San Lorenzo e la Porta di Sant'Angelo.